# Mauremys
Mauremys es un género de tortugas de la familia Geoemydidae. Estas tortugas se distribuyen por Europa, África y Asia.

## Especies
Se reconocen las siguientes nueve especies:
- Mauremys annamensis (Siebenrock, 1903)
- Mauremys caspica (Gmelin, 1774)
- Mauremys japonica (Temminck & Schlegel, 1834)
- Mauremys leprosa (Schweigger, 1812)
- Mauremys mutica (Cantor, 1842)
- Mauremys nigricans (Gray, 1834)
- Mauremys reevesii (Gray, 1831)
- Mauremys rivulata (Valenciennes, 1833)
- Mauremys sinensis (Gray, 1834)